# Ermita de la Misericordia (Fatarella)
La Ermita de la Misericordia es un edificio del municipio de La Fatarella en la comarca catalana de la Tierra Alta en la provincia de Tarragona está catalogado como Bien Cultural de Interés Local e incluido en el Inventario del Patrimonio Arquitectónico de Cataluña.

## Descripción
La ermita, de considerables dimensiones, presenta una sola nave con capillas laterales y ábside escalonado. La cubierta es de teja a doble vertiente y destaca el cimborrio, octogonal y con una cúpula en el interior. En los laterales se abren pequeñas ventanas y dos contrafuertes a cada lado. La fachada principal presenta una portada, de piedra, barroca con un arco de medio punto enmarcado por dos pilastras, entablamento y una hornacina rematada con un pináculo. A ambos lados de la puerta encontramos cartelas con tornapuntas con decoración vegetal. Sobre la hornacina hay un óculo. La fachada está rematada por un campanario de espadaña.

## Historia
La ermita de la Misericordia la encontramos mencionada por primera vez en 1608 en la visita pastoral del obispo de Tortosa, Pedro Manrique. El lugar donde se construyó la torre antiguamente estaba ocupado por una torre dentro de la cual había un altar con la Virgen del Rosario.